# Elisione
L'elisione, in linguistica, è la caduta di una vocale finale non accentata davanti a una parola che inizia per vocale (o per la lettera "h" se è muta e seguita da vocale). Nella lingua parlata si compiono inconsapevolmente numerose elisioni, infatti nella pronuncia standard dell'italiano l'elisione fonetica avviene tutte le volte che a una vocale atona segua un'altra vocale, che solo in parte vengono accolte nell'uso scritto, dove vanno segnalate graficamente per mezzo di un apostrofo.
Fenomeno simile all'elisione è l'apocope (o troncamento) vocalica, che si distingue da questa perché non dipende dalla parola che segue. In alcuni casi di apocope sillabica si usa l'apostrofo.

## L'elisione fonica e grafica nella lingua italiana
L'elisione in italiano non obbedisce a regole fisse, tuttavia in alcuni casi è indicata come obbligatoria o normale (cioè di norma) o consueta, mentre in altri casi è possibile.
Si registra, soprattutto nello stile giornalistico, una tendenza a evitare l'elisione anche in alcuni casi in cui le grammatiche la considerino obbligatoria.
- Con l'articolo lo e le preposizioni articolate che lo includono (dello, allo, dallo, nello, collo, sullo) e con l'aggettivo dimostrativo quello, l'elisione è considerata obbligatoria e nell'uso non si riscontrano casi di mancata elisione (esempio: l'animale, dell'oro, quell'uomo);
- Con gli articoli la, le preposizioni articolate che lo includono (della, alla, dalla, nella, colla, sulla) e una l'elisione è generalmente considerata obbligatoria, ma nell'uso si registrano casi di mancata elisione; una non si apostrofa mai quando è pronome;
- Con l'articolo gli e le preposizioni articolate che lo includono (degli, agli, dagli, negli, cogli, sugli) seguito da i l'elisione era un tempo considerata obbligatoria, poi facoltativa e più recentemente considerata corretta, ma sconsigliata come desueta, nell'uso giornalistico gli non si apostrofa mai; nella pronuncia l'elisione è la forma più corretta (ad esempio: gli alberi, gli ultimi, /'ʎal-, 'ʎul-/, meglio che /ʎi'al-, ʎi'ul-/);
- Con i composti di una (come alcuna, ciascuna, qualcuna, nessuna ecc.) alcune grammatiche considerano l'elisione obbligatoria, ma nell'uso l'elisione è abbastanza rara;
- Con la preposizione di l'elisione è considerata usuale, ma in alcuni sintagmi fissi è obbligatoria (d'accordo) e generalmente non si riscontrano casi di mancata elisione, negli altri casi la forma non elisa è prevalente nell'uso;
- Con la preposizione da l'elisione è considerata obbligatoria solo in alcuni sintagmi fissi (d'altronde, d'ora in poi), fuori da questi casi le grammatiche considerano l'elisione non corretta e nell'uso non si registrano casi;
- Con mi, ti, si, vi, ne l'elisione è possibile, ma nell'uso è poco frequente;
- Con la particella avverbiale ci l'elisione avviene solo davanti a e- o i- ed è considerata scorretta negli altri casi, tuttavia nell'uso si alternano elisioni e mancate elisioni in tutti i casi; nella pronuncia corretta l'elisione avviene in tutti i casi (esempio: ci andò, ci obbligarono, /ʧan'dɔ, ʧobbli'garono/, meglio di /ʧian-, ʧiob-/);
- Con alcune parole, quali santo, santa, bello, bella, è considerata generalmente obbligatoria o normale e nell'uso è largamente prevalente;
- Con altre parole, come grande e senza, è considerata possibile ed è normale in alcuni sintagmi fissi (ad esempio: grand'uomo, senz'altro), e nell'uso si alternano forme diverse (senz'acqua/senza acqua);
- Con alcuni numerali l'elisione è talvolta possibile se non obbligatoria (terz'ultimo) e nell'uso si alternano forme diverse (vent'anni/venti anni);
- Con gli aggettivi dimostrativi questo, questa, codesto, codesta e quella l'elisione è generalmente considerata normale, ma nell'uso si registrano forme non elise;
- In alcuni sintagmi fissi l'elisione è normale (anch'io, poc'anzi) e nell'uso è generalmente prevalente;
- Con il pronome relativo che e con la congiunzione se l'elisione è considerata corretta, ma nell'uso è molto rara.[3][4]

In alcuni casi particolari l'elisione tende a essere meno frequente nell'uso:
- quando la parola che segue non è comune o è una parola straniera e nella lingua parlata si usa scandirla per maggior chiarezza (ad esempio: una aplologia, una Aston Martin);
- quando la fine della riga occorre tra le due parole, sebbene quest'uso sia deprecato perché altera il testo.[4]